# مصطفى غلمان
مصطفى غلمان أبو المهند، شاعر وإعلامي مغربي من مواليد 1964 بمدينة مراكش. حاصل على إجازتين، واحدة في الأدب العربي والأخرى في الصحافة والإعلام، ودكتوراه في سوسيولوجيا الإعلام والاتصال. وهو أول رئيس لنادي إعلامي في مراكش، ورئيس مركز عناية سيدوس بالمغرب. عضو نشيط بالعديد من الهيئات والمنظمات المغربية العربية والعالمية، من بينها رئاسته للجنة المغربية للمحكمة الدولية الكائن مقرها بباريس. ورئيس مهرجان السينما والتاريخ بمراكش، ومدير هيئة الإعلام بالمجلس الأعلى للغة العربية بأفريقيا، وعضو التنسيقية الوطنية للائتلاف الوطني من أجل اللغة العربية بالمغرب، وعضو اتحاد كتاب المغرب.
له من الكتب الشعرية:
«خاتمة لدبيب الوشي» الصادرة بمسقط رأسه مراكش عام 1998 وديوان«ماجاء في الرؤية عند ازدحام الأثر» الصادر بمدريد عام 2000 وديوان «على شفا موت» الصادر بمكسيكو عام 2002 وديوان«قاعدة البطريق» الصادر بالقنيطرة عام 2006، وديوان "قلق البارادايم" عن اتحاد كتاب المغرب عام 2015، وديوان "نمش على مائي الثجاج" عن دار فضاءات بالأردن عام 2021.
وفي الحقل الأكاديمي صدر له كتاب "في سوسيولوجيا الإعلام والرقمنة: قراءات في المحتوى والوسيط" عن دار أكورا بطنجة 2025.
اشتغل بالإذاعة المغربية مند العام 2000، وبإذاعة خاصة مقرها بالدار البيضاء، بعد تحرير السمعي البصري بالمملكة المغربية (ما بين 2006 و 2019). وتقلد العديد من المسؤوليات الثقافية والإعلامية، من بينها رئاسته للمؤسسة الإعلامية حلول تربوية بآكدير عام 1999 ومديرا لمكتب صحيفة الزمن المغربية عام 2000 ومستشارا ثقافيا وإعلاميا للمتحف الكبير بمراكش 2011 ورئيسا للجنة المغربية للمحكمة الدولية بباريس عم 2013 ورئيسا لمؤسسة الحمراء الإعلامية عام 2008. ويترأس حاليا ومنذ العام 2019 مؤسسة كش بريس الإعلامية وموقعها الإلكتروني KECHPRESSE.COM